# أدوات الاستفهام

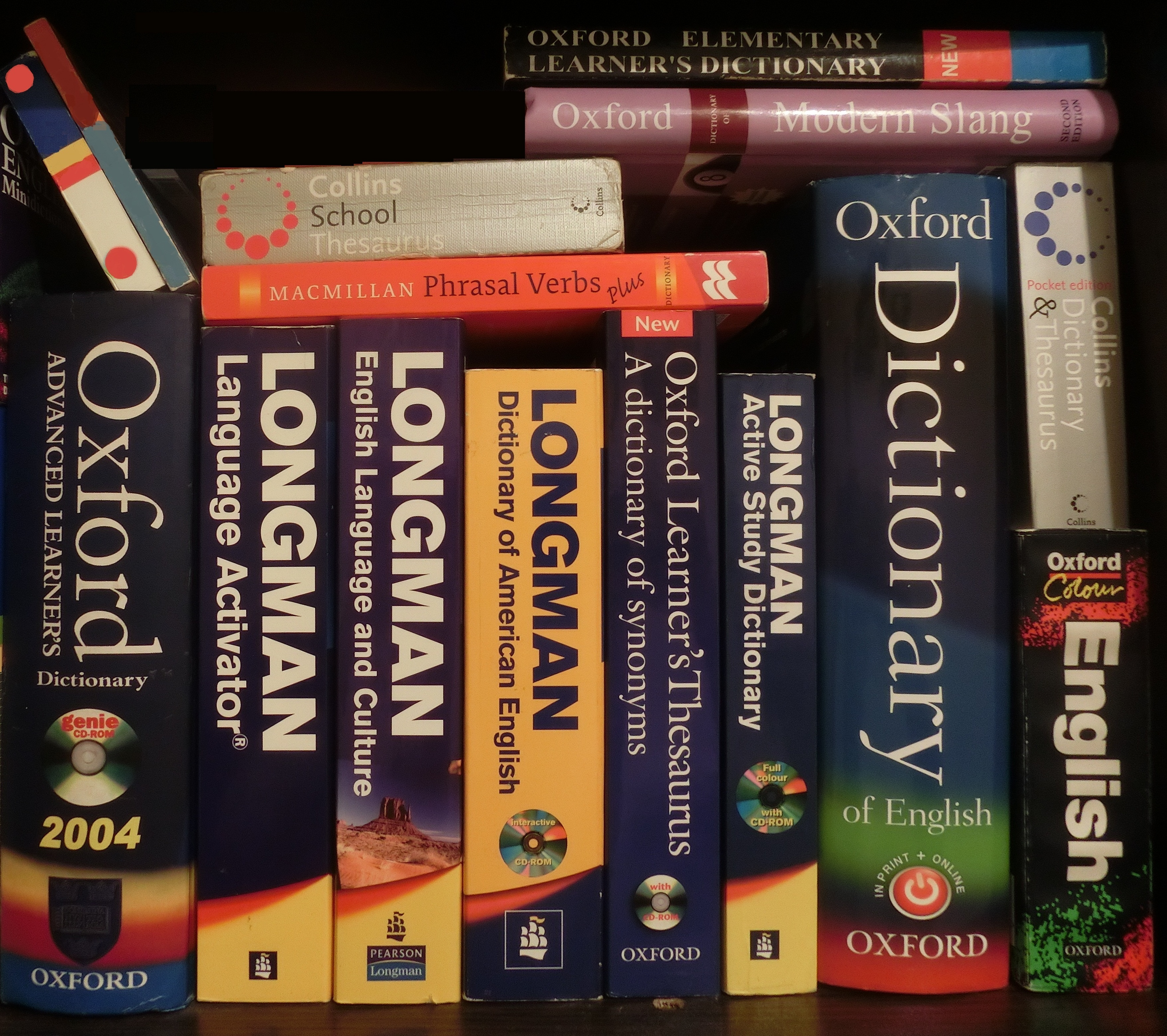

وهَذِهِ الأدَواتُ تنقسم إلى نَوعَين: أَسماءٌ وحُروف وَلَها دَومَاً الصَّدارَةُ فِي الكَلام، فأمَّا الأَسماءُ جَميعُها مَبنيةً تُعربُ حَسَبَ مَوقِعها فِي الجُملةِ إلا أَيٌّ فإنَّها مُعرَبَة، وَيَجوزُ أَنْ تَدخُلَ حُروفُ الجَرِّ عَلَيْها، وَ أَمَّا الحُروفُ فإنَّهُ لا مَحَلَّ لَها مِنَ الإِعراب وهُما اثنانِ: هَل والهَمزَة.
أَوَّلاً: أَسماءُ الاستِفهام:
- مَنْ وَمَن ذا: للسُّؤالِ عَنِ العَاقِل مِثل: مَنْ وَضَعَ هَذِهِ ٱلْخُطَّةَ؟ ومَنْ ذاْ الذيْ أَمَرَكَ بِفِعلِ ذَلِك؟ (مَنْ: اسمُ استِفهامٍ مَبْنيٌ عَلَى السُّكونِ فِي مَحَلِّ رفعِ مُبْتَدَأ).
- مَا وَمَاذا: للسُّؤالِ عن غَيرِ العاقِل مِثل: مَا ٱلْمُشْكِلَةُ؟ مَاذَا تَعَلَّمْتَ؟ (مَاذَا: اسمُ استِفهامٍ مَبنِيٌّ فِي مَحَلِّ نصبِ مَفعولٌ بِه) وقَد يُسأُلُ بِهِما عَن حَقِيقَةِ الإِنسانِ والشَّئِ وصِفاتِهما نَحو: مَا أَنتَ؟ مَا الشَّمسُ؟ (وإِعرابُ مَا فِي المِثالَينِ السَّابِقَينِ: اسمُ استفهامٍ مَبْنِيٌ عَلَى السُّكونِ فِي مَحَلِّ رَفعِ خَبَرٍ مُقَدَّم).
- مَتَى وَأَيَّانَ: ظَرفانِ للسُّؤالِ عَنِ الزَّمانِ فِي الماضي والمُستقبَل مِثل: مَتَى انتَهَتِ ٱلْحِصَّةُ؟/ أَيَّانَ سَنَسْمَعُ ٱلْمُؤَذِّنَ؟ وَ أَيَّاْنَ اسمٌ للزَّمانِ المُستَقبَلِ استِعمالُهُ قَليلٌ فِي اللُّغَة وهُوَ مَبْنِيٌ عَلَى الفَتح. وأَمَّّا مَتَى فَتُبنى عَلَى السُّكون.
- أَيْنَ: ظَرفٌ للسُّؤالِ عَنِ المَكانِ مِثل: أَيْنَ يُعْقَدُ ٱلِٱجْتِمَاعُ؟ (أَيْنَ: اسمُ استفهامٍ مَبْنيٌ عَلَى الفَتحِ فِي مَحَلِّ نَصبِ ظَرف مَكان).
- أَنَّى: وَتأتي عَلَىْ صِوَرٍ كَثِيرَة فَتكونُ: شرطِيةً بِمَعنى أَينَ نَحو: أَنَّى تَبحَثْ تَجِدِ الفائِدَة، واستِفهاميةً بمعنى مِن أَينَ نَحو قَولِهِ تَعالى:- -{يَاْ مَريَمُ أَنَّى لَكِ هَذَاْ}- [ آلِ عِمران: الآيَة 37] وبِمَعنى مَتى نَحو: أَنَّى جِئتَ؟ وَبِمَعنى كَيف نَحو قَولِهِ جَلَّ وَعَلَا:- -{ قَاْلَ أَنَّى يُحيِيِ هَذِهِ اللَّهُ بَعدَ مَوْتِهَا}- [ البَقَرَة: الآيَة 259].
- كَمْ: للسُّؤالِ عَنِ العَدَد مِثل: كَمْ مُوَظَّفًا فِي ٱلشَّرِكَةِ؟ (كَمْ: اسمُ استِفهامٍ مَبْنِيٌ عَلَى السُّكونِ فِي مَحَلِّ رَفعِ مُبْتَدَأ).
- كَيف: للسُّؤالِ عَنِ الحالِ مِثل: كَيْفَ أَصْبَحتَ؟ كَيْفَ أَقُومُ بِهَذَا ٱلْعَمَلِ؟ وَ كَيْفَ فِي المِثالِ الأَوَّل تُعرَبُ مَبْنيَةً عَلَى الفَتحِ فِي مَحَلِّ رَفعِ خَبَرٍ مُقَدَّم.
- أَيٌّ: وَيُسألُ بِها عَن كُلِّ ما تَقَدَّم (بِحسَبِ مَا تُضافُ إِلَيهِ) مِثل: أَيُّ مُوَظَّفٍ أَعْجَبَكَ؟ فَتَستفهِمُ هُنا عنِ العاقِل، وأَيُّ شَرِكَةٍ أَعْجَبَتْكَ؟فَتَستفهِمُ هُنا عنِ غَيرِ العاقِل، وفِي أَيِّ وَقْتٍ سَتَحْضُرُ؟ فَتَستفهِمُ هُنا عَنِ الزَّمَان، وعَلَى أَيِّ حَالٍ كَانَتِ ٱلتَّجْرِبَةُ؟ فَتَستفهِمُ هُنا عَنِ الحال، وهَكَذا.[2]

ثَانِيَاً: حُروفُ الاستِفهام:
- هَلْ: لِلاستِفهامِ عَن مَضمونِ الجُملَةِ المُثبَتَةِ، وَيَكونُ الجَوَابُ «نَعَم» فِي حَالَةِ الإثبات مِثل: هَلْ تَعْرِفُ حَجْمَ ٱلْمَبِيعَاتِ هَذَا ٱلشَّهْرَ؟ فَتُجيبُ بِـ نَعم لِتُثبِتَ عِلمَكَ بِذَلِكَ، أو تَكونُ الإِجابَةُ «لَا» فِي حَالَةِ النَّفي نَحو: هَلْ حَضَرْتَ أَمْسِ؟ فَتُجيبُ بِـ لَا كَونكَ لَمْ تحضُر لِعارضِ المَرَض وغَيرِهِ.
- الهمزة: وَلَها ثَلاثَةُ أََحوال: الأَوَّلُ: أَنْ يُستَّفهَمُ بِها عَن مَضمونِ الجُملَةِ المُثبَتَةِ كَقَولِنا: أَتَناوَلتَ غَدَاءَكَ؟ فَتَكونُ الإِجابَةُ بِـ نَعَم فِي حالِ الإِثبات، أو بِـ لَا فِي حالِ النَّفي. والثَّانِي: أَن تَكُونَ داخِلَةً عَلَى جُملَةٍ مَنفِيَة مِثل أَلَمْ تَسْمَعْ بِٱلْهَنْدَسَةِ ٱلصِّنَاعِيَّةِ مِنْ قَبْلُ؟ فَيكُونُ الجَوَابُ فِي حالِ الإثبات: بَلَى سَمِعتُ، وفِي حالِ النَّفي يَكونُ الجَوَابُ: نَعَم، لَمْ أَسمَع بِهَا. والحال الثَّالِثُ أَنْ يُطلَبَ بِهَا تَحدِيدَ وَ تعيِينَ وَاحِدٍ مِن شَيئَينِ أَو أَكثَر وفِي هَذِهِ الحَالَةِ يَلِي الهَمزَةَ المَسْؤولَ عَنهُ ثُمَّ تَأتي «أَمْ» المُعادِلَةُ بَيْنَهُما فَنَقول: أصَعْبًا كَانَ ٱلْأَمْرُ أَمْ سَهْلًا؟ وَتَكونُ الإِجابَةُ بِتَعيِينِ المُستَفْهَمِ عَنهُ فنقول: كَاْنَ الأَمْرُ صَعبَاً.